# Hernán Gaviria
Hernán Gaviria (Carepa, 1969. november 27. – 2002. október 24.) kolumbiai válogatott labdarúgó.
A kolumbiai válogatott tagjaként részt vett az 1994-es világbajnokságon.

## Statisztika
| Kolumbiai válogatott | Kolumbiai válogatott | Kolumbiai válogatott |
| Időszak              | Mérk.                | gól                  |
| -------------------- | -------------------- | -------------------- |
| 1993                 | 6                    | 0                    |
| 1994                 | 3                    | 2                    |
| 1995                 | 10                   | 0                    |
| 1996                 | 0                    | 0                    |
| 1997                 | 7                    | 1                    |
| 1998                 | 0                    | 0                    |
| 1999                 | 1                    | 0                    |
| Összesen             | 27                   | 3                    |